# 澤姆利亞內 (蘇梅區)
50°41′14″N 35°17′42″E / 50.68722°N 35.29500°E
澤姆利亞內（烏克蘭語：Земляне）是位於烏克蘭東北部的村莊，由蘇梅州蘇梅區的克拉斯諾皮利亞市鎮負責管轄。該村處於波日尼亞河畔，分別距離利斯內、新亞歷山德里夫卡2公里和梅澤尼夫卡5公里，海拔高度192米，2001年人口161。